# David Kaczowka
David Kaczowka (né le 5 juillet 1981 à Regina, dans la province de la Saskatchewan au Canada) est un joueur professionnel canadien de hockey sur glace.

## Carrière de joueur
Joueur offensif plus reconnu pour son côté bagarreur, il a évolué dans la Ligue de hockey de l'Ouest. En 2000-2001, il est le joué ayant récolté le plus de minutes de pénalités de la ligue avec 414. Il rejoint ensuite les rangs du hockey professionnel en signant avec le Grrrowl de Greenville de l'ECHL.
Durant les saisons qui suivirent, il continue de jouer un style robuste et n'hésite pas à jeter les gants pour une bagarre. Il termine sa carrière au Royaume-Uni avec le Coventry Blaze lors de la saison 2005-06.

## Statistiques
| Saison    | Équipe                  | Ligue |    | Saison régulière | Saison régulière | Saison régulière | Saison régulière | Saison régulière |   | Séries éliminatoires | Séries éliminatoires | Séries éliminatoires | Séries éliminatoires | Séries éliminatoires |
| Saison    | Équipe                  | Ligue | PJ | B                | A                | Pts              | Pun              | PJ               | B | A                    | Pts                  | Pun                  |                      |                      |
| 1998-1999 | Thunderbirds de Seattle | LHOu  | 60 | 3                | 2                | 5                | 247              | 9                | 0 | 0                    | 0                    | 24                   |                      |                      |
| 1999-2000 | Thunderbirds de Seattle | LHOu  | 63 | 3                | 3                | 6                | 211              | 1                | 0 | 0                    | 0                    | 0                    |                      |                      |
| 2000-2001 | Pats de Regina          | LHOu  | 63 | 4                | 6                | 10               | 414              | 6                | 0 | 0                    | 0                    | 6                    |                      |                      |
| 2001-2002 | Grrrowl de Greenville   | ECHL  | 32 | 1                | 1                | 2                | 182              | -                | - | -                    | -                    | -                    |                      |                      |
| 2001-2002 | Wolves de Chicago       | LAH   | 1  | 0                | 0                | 0                | 0                | -                | - | -                    | -                    | -                    |                      |                      |
| 2002-2003 | Grrrowl de Greenville   | ECHL  | 59 | 3                | 7                | 10               | 242              | 4                | 0 | 0                    | 0                    | 18                   |                      |                      |
| 2003-2004 | Grrrowl de Greenville   | ECHL  | 22 | 2                | 1                | 3                | 118              | -                | - | -                    | -                    | -                    |                      |                      |
| 2003-2004 | Rivermen de Peoria      | ECHL  | 15 | 4                | 5                | 9                | 72               | 8                | 1 | 0                    | 1                    | 24                   |                      |                      |
| 2004-2005 | Rivermen de Peoria      | ECHL  | 20 | 1                | 4                | 5                | 155              | -                | - | -                    | -                    | -                    |                      |                      |
| 2004-2005 | IceCats de Worcester    | LAH   | 10 | 0                | 0                | 0                | 72               | -                | - | -                    | -                    | -                    |                      |                      |
| 2005-2006 | Coventry Blaze          | EIHL  | 3  | 0                | 0                | 0                | 10               | -                | - | -                    | -                    | -                    |                      |                      |